# Jerzy Chromik (dziennikarz)
Jerzy Chromik (ur. 1 września 1956 w Radzyniu Podlaskim) – polski dziennikarz sportowy i publicysta.

## Życiorys
Ukończył studia na Uniwersytecie Wrocławskim i pomagisterskie studia dziennikarskie na Uniwersytecie Warszawskim. Dyplomowy reportaż obronił w pracowni Krzysztofa Kąkolewskiego. 
Po studiach dziennikarskich został dziennikarzem tygodnika Sportowiec. Rozgłos przyniósł mu opublikowany w grudniu 1984 wywiad z Dariuszem Dziekanowskim Spowiedź napastnika, w którym piłkarz z niespotykaną wówczas w prasie szczerością opisał swoją sytuację w Widzewie Łódź. Po 1989 pracował krótko w efemerycznym piśmie Mecz, który stworzył Marek Wielgus, był kierownikiem działu sportowego Expressu Wieczornego, publikował też w Przeglądzie Sportowym, a w 2004 został redaktorem naczelnym reaktywowanego na krótko pisma Sportowiec. W latach 2006–2020 pracował w TVP Sport, gdzie był sekretarzem redakcji. W 2021 przeszedł na emeryturę.
Był jednym z najbardziej uznanych dziennikarzy piłkarskich piszących o piłce nożnej w latach 80. i 90. XX wieku. Poruszał m.in. problem korupcji w tej dyscyplinie sportu, był konsultantem Janusza Zaorskiego przy filmie Piłkarski poker, pisał też o możliwym dopingu piłkarzy reprezentacji olimpijskiej Janusza Wójcika przed igrzyskami olimpijskimi w Barcelonie 1992.
W 2019 i 2021 został nominowany do Nagrody im. Bohdana Tomaszewskiego przyznawanej przez pismo Press.
W 2019 opublikował książkę w formie wywiadu rzeki z Andrzejem Strejlauem, pt. On, Strejlau. Książka w głosowaniu czytelników znalazła się na podium plebiscytu Sportowa Książka Roku 2018. Strejlau i Chromik odbyli trasę autorską promującą książkę, a ich liczne spotkania z czytelnikami cieszyły się dużą popularnością. 
Zbiór jego reportaży został wydany w 2021 pt. Remanent. Teksty wybrane z tygodnika Sportowiec i innych.

## Publikacje
- On, Strejlau (Kraków, SQN, 2018, ISBN 978-83-8129-304-4)[17]
- Remanent. Teksty wybrane z tygodnika Sportowiec i innych (Kraków, SQN, 2021, ISBN 978-83-8210-506-3)[18]